# Ras Dumajra
Ras Dumajra (arab. ‏رأس دميرة‎, Raʾs Dumayra; fr. Cap Doumêra; tigrinia ራስ ዱሜራ, Ras Dumiera) – przylądek oblany wodami Morza Czerwonego, rozciągający się w kierunku archipelagu Dumajra. Obszar ten należy do Dżibuti i Erytrei i był przedmiotem konfliktu granicznego między tymi dwoma krajami w 2008 roku. 